# Pierre-Jean-Georges Cabanis

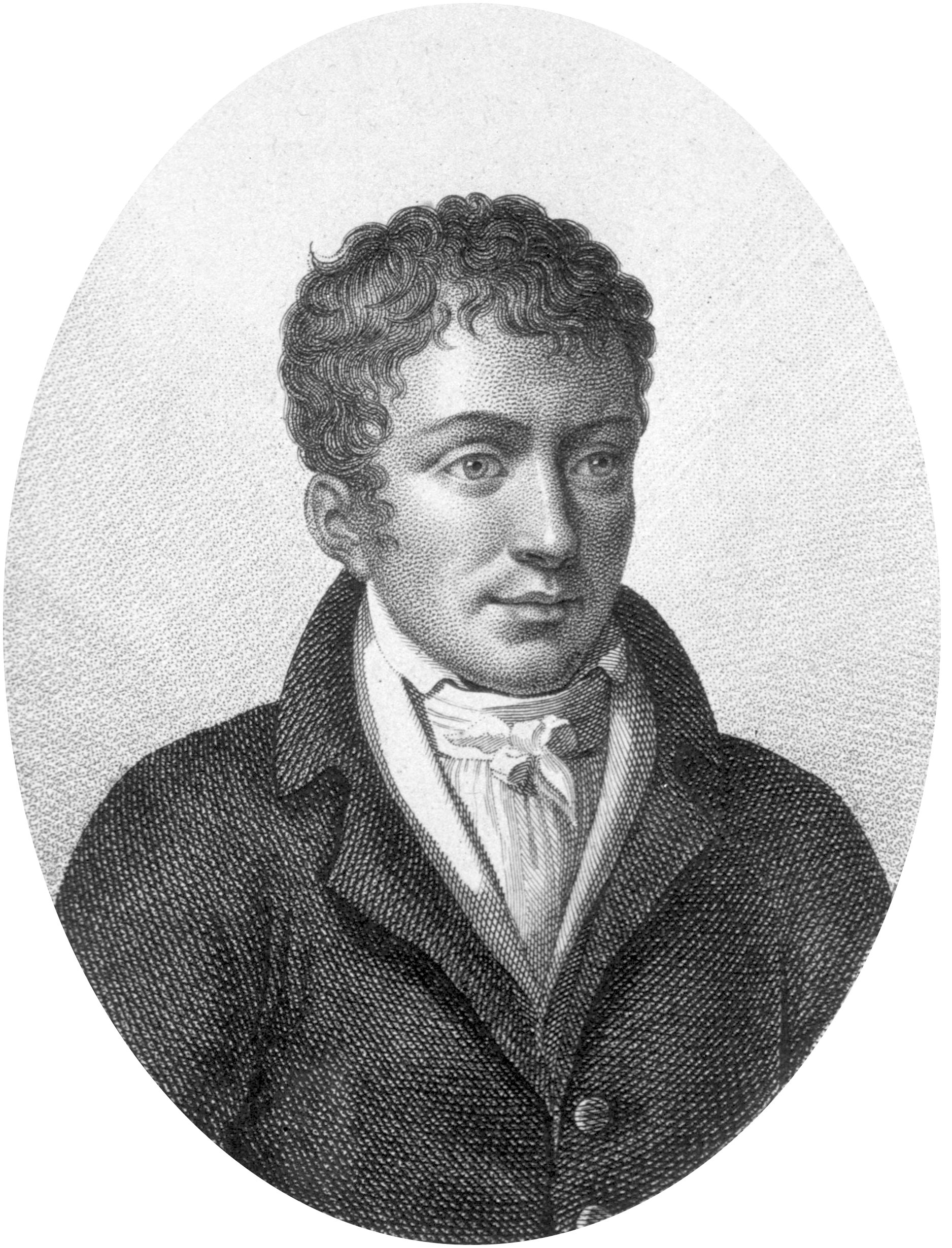
Pierre-Jean-Georges Cabanis

Pierre-Jean-Georges Cabanis (* 5. Juni 1757 in Cosnac im heutigen Département Corrèze; † 5. Mai 1808 in Rueil im Département Val-d’Oise bei Meulan) war ein französischer Mediziner, Physiologe und Philosoph.

## Leben und Wirken
Pierre-Jean-Georges Cabanis wurde im Limousin als Sohn von Jean Baptiste Cabanis (1725–1786), einem Juristen und Agronom geboren. Seine Mutter war die Marie-Hélène d'Escarolle de Souleyrac († 1765). Im Alter von zehn, besuchte er das Collège in Brive-la-Gaillarde.
Cabanis studierte in Paris Humaniora und 1773 begleitete er einen polnischen Adligen nach Warschau, wo er als Sekretär für ihn arbeitete. Von 1773 bis 1775 reiste er durch Deutschland und Polen.
Cabanis ist stark inspiriert von dem englischen Vordenker der Aufklärung und Philosophen John Locke, dessen Schriften er während seines Studiums las und ihn auf seinem Weg zur klassischen Philosophie und Philosophie seiner Zeit begleiteten. Aber auch die Werke von Étienne Bonnot de Condillac fanden beim ihm rege Aufnahme. Sein origineller Beitrag war die Einführung der Überlegungen beider Denker in die Physiologie und Psychologie seiner Zeit.
Seit 1775 widmete er sich in Paris der Medizin und praktizierte in Auteuil als Arzt. Während der Schreckensherrschaft lebte er zurückgezogen und wurde 1794 Professor der Klinik an der medizinischen Schule in Paris und Mitglied im Rat der Fünfhundert, Conseil des Cinq-Cents. Ein wichtiger Vertrauter war der ärztliche Kollege aus der Schule von Montpellier der Arzt und Autor Pierre Roussel.
Cabanis im Jahre 1790 erschienene Observations sur les hôpitaux verschaffte ihm die nötige Reputation für eine Anstellung als Verwalter der Krankenhäuser in Paris, membre de la commission des hôpitaux und ab dem Jahre 1795 wurde er Professor für Hygiene an der Medizinischen Fakultät von Paris.
Die Arbeiten von Cabanis lassen sich in drei wesentliche Gruppierungen einteilen, jene über die Geschichte der Medizin, und über die Organisation der medizinischen Ausbildung und der Krankenhäuser. Und als letzte Gruppe, die der Philosophie der Medizin und insbesondere die Beziehung zwischen dem Physischen und Moralischen, modern der Physiologie und Psychologie.
In der Biologie vertrat er eine vitalistische Position der Schule um Georg Ernst Stahl, was in dem posthum veröffentlichten Werk, Lettre sur les causes premières (1824) deutlich wird.
Eine vollständige Werkausgabe von Cabanis Arbeiten wurde erst posthum im Jahre 1825 begonnen und in fünf Bänden veröffentlicht. In seinem Hauptwerk, Rapports du physique et du moral de l'homme  beschreibt er die Beziehungen, die zwischen den körperlichen und seelischen Aspekte des Menschen bestehen. Die Psychologie ist für Cabanis direkt mit der Biologie verbunden. Alle geistigen Prozesse sind von der Sinnlichkeit entwickelt und Sinnlichkeit selbst ist eine Eigenschaft des Nervensystems. Die Seele ist kein Gebilde, sondern ein Vermögen, eine Funktion des Gehirns. So wie der Magen und der Darm Nahrung erhält, um sie zu verdauen, so verdaut das Gehirn Eindrücke und sondert sie als Gedanken ab.
Er besuchte regelmäßig die Gesellschaft des Madame Helvetius in Auteuil, wo er zu anderen führenden Menschen seiner Zeit in Kontakt stand.
Während der letzten zwei Lebensjahre von Honoré Mirabeau war er intensiv mit ihm verbunden und gab ihm als Arzt seine Fürsorge.
Am Samstag, den 14. Mai 1796 heiratete Cabanis Charlotte Félicité de Grouchy  (1768–1844), die Schwester von Marschall Emmanuel de Grouchy und Sophie de Grouchy (1764–1822). Dieser Ehe entstammte eine Tochter Annette Paméla Cabanis (*  1800).
Von 1803 bis zu seinem Tod war er Mitglied der Académie française (Sitz 40). Er war Mitglied der 1776 gegründeten Freimaurerloge den Les Neuf Sœurs. 1786 wurde er zum Mitglied der American Philosophical Society gewählt.
Cabanis wurde im Panthéon in Paris beigesetzt. Sein Herz wurde auf dem Friedhof von Auteuil begraben.

## Werke (Auswahl)
- Observations sur les hôpitaux. Paris 1790 (Digitalisat)
- Journal de la maladie et de la mort d’Honoré-Gabriel-Victor-Riquetti de Mirabeau, 1791
- Du degré de certitude de la médecine. F. Didot, Paris 1798 (Digitalisat)
  - August Friedrich Ayrer (Übersetzer): Ueber den möglichen Grad der Gewissheit in der Arzneiwissenschaft. Joh. Chr. Dietrich, Göttingen 1799 (Digitalisat)
- Rapport sur l’organisation des écoles de médecine, 1799
- Quelques considérations sur l’organisation sociale, 1799
- Rapports du physique et du moral de l’homme, 1802 (Zweite Ausgabe 1805, Band I (Digitalisat), Band II (Digitalisat))
  - Ludwig Heinrich Jakob (Übersetzer): Über die Verbindung des Physischen und Moralischen in dem Menschen. Halle und Leipzig 1804, Band I (Digitalisat), Band II (Digitalisat)
- Coup d'œil sur les révolutions et la réforme de la médecine. Chapard, Caille und Ravier Paris 1804 (Digitalisat)
- Observations sur les affections catarrhales, 1807